# بلوط سفید خاوری
بلوط سفید خاوری (نام علمی: Quercus aliena) نام یک گونه از سرده بلوط است.